# Petra Mede
Petra Mede (Estocolmo, 7 de março de 1970) é uma humorista, bailarina e apresentadora de televisão sueca. Ela cresceu em Gotemburgo. Mede é conhecida por seus vários papéis em shows de comédia e como apresentadora de televisão.
Em maio de 2013, apresentou o Festival Eurovisão da Canção 2013, em Malmö, na Suécia, após a vitória de Loreen em Baku na competição do ano anterior. Realizou um ato no intervalo durante a grande final.
Mede fala fluentemente sueco, inglês, espanhol e francês.

## Carreira
Em 2009 ela apresentou Melodifestivalen 2009, onde a entrada sueca para o Festival Eurovisão da Canção 2009, foi escolhida e foi eleita a melhor comediante feminina da Suécia no mesmo ano.
Em maio de 2013 ela organizou o Festival Eurovisão da Canção 2013, em Malmö, na Suécia, após a vitória de Loreen em Baku na competição do ano anterior. Ela realizou um ato intervalo durante a grande final.
Em 2015 Mede, juntamente com Graham Norton, hospedado grande concerto show de sucessos da Eurovision em 31 de março no Eventim Apollo, em Hammersmith, Londres. Em 2016, Mede foi escolhida para sediar a primeira semi-final do sueco Melodifestivalen 2016 com Gina Dirawi no Scandinavium de Gotemburgo.
Em 14 de Dezembro de 2015, SVT anunciou em uma conferência de imprensa que Mede e Måns Zelmerlöw seria co-anfitrião do Festival Eurovisão da Canção 2016. Este foi a segunda vez que Mede apresentou o concurso.
Em maio de 2024, Petra foi anfitriã do Festival Eurovisão da Canção 2024, sediada em Malmö, junto a Malin Åkerman. Fazendo assim a terceira vez que Mede foi uma das anfitriãs do concurso.

## Vida pessoal
Mede fala fluentemente sueco, Inglês, Espanhol e Francês. Junto com seu ex-parceiro Mattias Günther, ela tem uma filha, Adeline Mede nascida em 2012.

## Filmografia
| Ano       | Título                                  | Papel            | Notas                                               |
| --------- | --------------------------------------- | ---------------- | --------------------------------------------------- |
| 2007      | Stockholm Live                          | Apresentadora    |                                                     |
| 2007–2008 | Extra! Extra!                           |                  |                                                     |
| 2007–2009 | Parlamentet                             | Membro da equipe |                                                     |
| 2008      | Dubbat                                  |                  |                                                     |
| 2008      | Hjälp!                                  |                  |                                                     |
| 2008      | Morgonsoffan                            |                  |                                                     |
| 2008      | Det sociala spelet                      |                  |                                                     |
| 2008      | Musikmaskinen                           |                  |                                                     |
| 2009      | Melodifestivalen 2009                   | Apresentadora    |                                                     |
| 2009      | Snillen snackar                         |                  |                                                     |
| 2009      | Roast på Berns                          |                  |                                                     |
| 2010      | Cirkus Möller                           |                  |                                                     |
| 2010      | Petra Mede Show                         | Apresentadora    |                                                     |
| 2010      | Välkommen åtar                          |                  |                                                     |
| 2011      | 46th Guldbagge Awards                   | Apresentadora    |                                                     |
| 2011      | Maestro                                 | Participante     |                                                     |
| 2012      | 47th Guldbagge Awards                   | Apresentadora    |                                                     |
| 2013      | Maestro                                 | Apresentadora    |                                                     |
| 2013      | Eurovision Song Contest 2013            | Apresentadora    | Semi-final 1, 2 and Grande Final                    |
| 2014      | Kristallen                              | Apresentadora    |                                                     |
| 2015      | 50th Guldbagge Awards                   | Apresentadora    |                                                     |
| 2015      | En clown till kaffet                    |                  |                                                     |
| 2015      | Eurovision Song Contest's Greatest Hits | Co-apresentadora | with Graham Norton                                  |
| 2016      | 51st Guldbagge Awards                   | Apresentadora    |                                                     |
| 2016      | Melodifestivalen 2016                   | Apresentadora    | Semi-final 1                                        |
| 2016      | Eurovision Song Contest 2016            | Co-apresentadora | Semi-final 1, 2 and Grande Final com Måns Zelmerlöw |
| 2024      | Eurovision Song Contest 2024            | Co-Apresentadora | Semi-final 1, 2 e Grande Final com Malin Åkerman    |

## Programas
- Melodifestivalen (2009)
- Maestro (2011) (como participante)
- Maestro (2013) (como apresentadora)
- Festival Eurovisão da Canção 2013
- Festival Eurovisão da Canção 2016
- Festival Eurovisão da Canção 2024